# Chlorogomphus risi
Chlorogomphus risi là loài chuồn chuồn trong họ Chlorogomphidae. Loài này được Chen mô tả khoa học đầu tiên năm 1950.